# Cataptygma balteatum
Cataptygma balteatum är en stekelart som beskrevs av Henry Keith Townes, Jr. 1970. Cataptygma balteatum ingår i släktet Cataptygma och familjen brokparasitsteklar. Inga underarter finns listade.